# Taberi Falls
Taberi Falls ist ein kleiner Wasserfall auf der Karibikinsel Dominica.
Der Wasserfall liegt im Parish Saint David, am Unterlauf des Taberi River.